# Голицын, Павел Павлович
Князь Па́вел Па́влович Голи́цын (18 мая 1856, Санкт-Петербург — 13 апреля 1914, Санкт-Петербург) — егермейстер двора, новгородский уездный и губернский предводитель дворянства, член Государственного совета, предпоследний владелец строгановского Марьино.

## Происхождение
Принадлежал к третьей линии «Алексеевичей», самой разветвлённой отрасли рода Голицыных. Старший сын шталмейстера и председателя Конюшенной конторы князя Павла Васильевича (1822—1871) от второго брака с княжной Екатериной Никитичной Трубецкой (1831—1918), дочерью князя Н. П. Трубецкого и А. А. Нелидовой. Павел Васильевич был сыном В. С. Голицына (1794—1836) и внуком знаменитого «гражданина Очера». Среди предков Павла Павловича числятся такие знаменитые дамы, как «княгиня-игуменья» и «усатая княгиня».

## Биография
Образование Павел Павлович получил в Пажеском корпусе, куда был определён экстерном в 1873 году, переведён в младший специальный класс в 1876 году. При переводе в старший специальный класс произведён в камер-пажи 13 августа 1877 года. 17 сентября того же года выпущен корнетом в Чугуевский уланский полк, вместе с которым участвовал в русско-турецкой войне. 12 Августа 1878 года прикомандирован к Кавалергардскому полку, 16 августа 1879 года переведен в кавалергарды. В 1881 году сопровождал за границу генерал-адъютанта Черткова. 20 марта 1883 года зачислен в запас гвардейской кавалерии. В 1889 году уволен в отставку поручиком и с мундиром.
С 26 октября 1883 по 23 октября 1887 года состоял членом Новгородской уездной управы. С 1884 по 1890 годы — депутатом дворянства Новгородского уезда и кандидатом в уездные предводители. С 1884 года — почётный мировой судья Новгородского уезда. С 1890 по 1900 годы избирался новгородским уездным предводителем дворянства. С 1892 по 1898 годы состоял членом губернского училищного совета.
Зимой-весной 1892 года князь П. П. Голицын вместе с женой и графом Сергеем Александровичем Строгановым совершили плаванье на яхте «Заря» в Вест-Индию, во время которого посетили Барбадос, Тринидад, Ямайку и Кубу.
С 1893 года почётный попечитель Новгородского реального училища. В 1897 году пожалован в должность егермейстера. В 1898 году состоял при греческой наследной принцессе Софии во время пребывания её в России, в 1899 году — при великой княгине Марии Александровне. С 1900 года — статский советник. В 1900 году избран новгородским губернским предводителем дворянства. 8 июля 1904 года князь Голицын вместе с новгородским губернатором графом О. Л. Медемом, вице-губернатором С. Н. Дириным и другими представителями губернской и городской власти участвовал в проводах Выборгского полка, отправлявшегося на русско-японскую войну. С 1902 года — действительный статский советник. 8 апреля 1906 года избран в члены Государственного Совета от дворянства.
Одним из главных увлечений Павла Павловича была охота. Часто захватив собак и лошадей, он отправлялся к своим родственникам — в Выбити князя Б. А. Васильчикова (тот был женат на княжне Софье Мещерской, свояченице Голицына) или в Волышово к графу С. А. Строганову.
Васильчиков вспоминал: 

К этому дню обычные участники волышовских охот были уже в сборе. В числе их неизменно присутствовал кн. Павел Павлович Голицын, сменивший меня и бывший до своей кончины в 1914 г. всеми уважаемым и любимым новгородским губернским предводителем дворянства. Приезжал он со своей небольшой, состоявшей из 10-15 собак охотой, из своего имения Марьино, близ ст. Любань, Николаевской железной дороги.
Голицын состоял казначеем Общества поощрения полевых достоинств охотничьих собак, а также почетным членом
охотничьего кружка Гвардейского экипажа. В 1894 году в Москве была издана книга «Садочный календарь за 1884—1893 года с отчетами всех публичных садок борзых в России, а также со списком собак, выигравших Волышовский кубок, великокняжеский приз и др.; садочные правила и продажи борзых. Издание O.A. Щербатовой и П. П. Голицына». Всего собаки Голицына выиграли четырнадцать наград, что позволило ему занять шестое место, Строганов с тридцатью тремя призами был на первом. Также Голицыным была издана «Родословная книга дворян Новгородской губернии» (Новгород, 1909—1910).
Князь Павел Павлович Голицын скончался 13 апреля 1914 года. После панихиды, состоявшейся в петербургской квартире, гроб с телом отправили в Марьино. Крестьяне несли его на руках со станции Ушаки до усадебной церкви Святой Троицы, где он был похоронен в фамильной усыпальнице.

## Марьино
После смерти в 1871 году отца Павел Павлович унаследовал майорат, учреждённый графиней С. В. Строгановой для своей дочери княгини Аглаиды Павловны Голицыной, который включал имение «Марьино» в Новгородском уезде. До его совершеннолетия в 1874 году им управляли мать Екатерина Никитична и дядя Эммануил Васильевич Голицын (1834—1892).
Но со временем Марьино стало «тяжелой обузой… так как доходы имения далеко не покрывали расходов на его содержание и жизнь в соответствующих условиях». Это вынудило Павла Павловича постепенно продавать «художественные предметы… которые были извлечены… из знаменитых строгоновских коллекций дома у Полицейского моста».

## Брак и дети

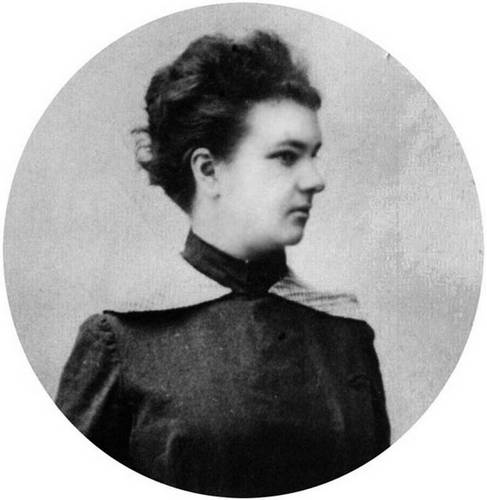
Александра Николаевна

В 1887 году женился на фрейлине, княжне Александре Николаевне Мещерской (1864—1941), дочери гофмейстера князя Николая Мещерского (1829—1894), внучке графа Александра Панина. Свадьбу сыграли в родовом имении матери невесты, Дугине, где у новобрачных родились и первые дети. Весной 1920 года княгиня Голицына была арестована «за намерение перебраться за границу» и заключена в Бутырскую тюрьму. После получения разрешения на выезд эмигрировала во Францию.
В браке родились:
- Аглаида Павловна (1892—1984) — с 1916 супруга Андрея Сергеевича Шидловского (1892—1919); с 1919—? (развод) — Юрия (Георгия) Ричардовича фон Мёвеса (1891-1927); с 1923 — Ивана Семёновича Унковского (1896—1975, внук основателя русской скрипичной школы Л. С. Ауэра и адмирала И. С. Унковского);
- Мария Павловна (1895—1976) с 1921 супруга венгерского графа Балинта Сечени (1893—1954), бабушка княгини Глории фон Турн-и-Таксис и прабабушка 12-го князя из рода Турн-и-Таксис Альберта;
- Екатерина Павловна (1896—1988) — с 1922 супруга шотландского эсквайра Джеймса Кемпбелла (1893—1945)
- Сергей Павлович (1898—1938, расстрелян[5]) — женат на Таисии Станиславовне Карницкой;
- Софья Павловна (1901—1996) — с 1930 супруга барона Иоганна фон Либиха (род.1904);
- Николай Павлович (1903—1981) с 1932 женат на Джозефине Деннехи (1912—1988);
- Александра Павловна (1905—2006) — с 1 сентября 1928 до 9 ноября 1944 года замужем за князем Ростиславом Александровичем Романовым (1902—1978), сыном великого князя Александра Михайловича и великой княгини Ксении Александровны; от этого брака сын — князь Ростислав Ростиславович Романов (1938—1999); с 1949 второй муж — Лестер Армур (1895—1970), владелец «Armour Meat Packing Company».

## Награды
- орден Святого Владимира 4-й степени[7];
- орден Святой Анны 2-й степени;
- орден Святого Станислава 3-й степени с мечами и бантом;
- нидерландский орден Нидерландского льва 3-й степени;
- бельгийский орден Леопольда 3-й степени с мечами;
- гессенский орден Филиппа Великодушного (кавалерский крест с мечами);
- саксен-кобург-готский орден Эрнестинского дома (ком. крест 1-го класса со звездой);
- греческий орден Спасителя (командорский крест);
- баденский орден Церингенского льва (кавалерский крест);
- румынский крест «За переход через Дунай»
- медаль «В память русско-турецкой войны 1877—1878»;
- медаль «В память царствования императора Александра III»;
- серебряная медаль «В память коронации Императора Николая II».